# Самсонова, Надежда Васильевна
Наде́жда Васи́льевна Самсо́нова (26 апреля 1924, Киев, СССР — 9 января 2010, Москва) — советская киноактриса.

## Биография
Надежда Самсонова родилась 26 апреля 1924 года в Киеве. В 1950 году окончила ВГИК.
Признанный мастер эпизода. Исполнительница острых, экстравагантных ролей. Снялась более чем в 200 фильмах. Среди наиболее заметных ролей: Бочкова («Воскресенье»), Базюкова («Тихая пристань»), Натэлла Васильевна («Салон красоты»), Анеля Карловна («Мой муж — инопланетянин»), в азербайджанском фильме-оперетте «Ромео, мой сосед» она сыграла Стеллу, а в украинской феерии «Штепсель женит Тарапуньку» — невесту Жозю.
Принимала участие в дублировании около 800 фильмов.
В 1950—1980 годы — актриса Театра-студии киноактёра. Штатная актриса киностудии имени Горького.
В 1946 году Самсонова вышла замуж за своего однокурсника Сергея Гурзо (1926—1974). 2 ноября 1947 года у них родились близнецы — сын Сергей (1947—2016) и дочь Наталья, которые впоследствии оба стали артистами.
В 2002 году к своей фамилии прибавила фамилию мужа.
Скончалась 9 января 2010 года в Москве на 86-м году жизни. Похоронена на Донском кладбище.

## Фильмография
- 1950 — В мирные дни — медсестра Маруся
- 1952 — Ревизор — дочь Земляники (нет в титрах)
- 1956 — Беспокойная веса — шофёр Маруся
- 1957 — Штепсель женит Тарапуньку — невеста Жозя, модистка
- 1958 — У тихой пристани — Лариса Базюкова, жена Арнольда
- 1959 — Люди на мосту — проводница
- 1959 — Аннушка — продавщица
- 1960 — Воскресение — Евфимия Бочкова
- 1960 — Первое свидание — злая общественница
- 1961 — Мишка, Серёга и я — соседка адресата
- 1961 — Когда деревья были большими — буфетчица
- 1962 — Весёлые истории — женщина с бельём
- 1963 — Королевство кривых зеркал — принцесса
- 1963 — Ромео, мой сосед — Стелла
- 1964 — Хотите — верьте, хотите — нет… — Оперная певица
- 1964 — Зелёный огонёк — продавщица отдела подарков в Салоне для новобрачных
- 1965 — Лебедев против Лебедева — работник отдела кадров НИИ
- 1966 — Скверный анекдот — Клеопатра Семёновна
- 1966 — Чёрт с портфелем — посетительница
- 1966 — Чужое имя — контролёр в автобусе
- 1967 — Фокусник — женщина в управлении
- 1968 — Золотой телёнок — Чеважевская
- 1968 — Щит и меч — фрау Вильма
- 1968 — Мужской разговор
- 1970 — Карусель — «усатая» дама в ресторане
- 1971 — Вчера, сегодня и всегда — Лючия Ринальдовна
- 1972 — Перевод с английского — уборщица в школе
- 1972 — Руслан и Людмила — эпизод
- 1972 — За всё в ответе — участница встречи выпускников (нет в титрах)
- 1973 — Анискин и Фантомас — деревенская сплетница
- 1974 — Юркины рассветы — Анна Даниловна (мать Жени)
- 1975 — Это мы не проходили — Вероника Александровна, учительница литературы
- 1976 — Принцесса на горошине — главная фрейлина
- 1976 — Два капитана — учительница зоологии
- 1977 — Усатый нянь — бойкая старушка
- 1980 — История одного подзатыльника — соседка Козловых
- 1980 — Ночное происшествие — больная в клинике
- 1980 — Огарёва, 6 — ограбленная, у которой украли иконы
- 1981 — Всё наоборот
- 1982 — Ералаш (выпуск № 36, сюжет «Аукцион») — классный руководитель
- 1984 — Очень важная персона — мать жениха
- 1984 — Шутки в сторону — доктор Наталья Васильевна
- 1985 — Салон красоты — Людмила Викторовна, клиентка Петра Максимовича
- 1985 — Как стать счастливым — эпизод (нет в титрах)
- 1985 — Дайте нам мужчин! — учительница
- 1987 — Крейцерова соната — престарелая кокотка в публичном доме (нет в титрах)
- 1987 — Друг — соседка Колюна
- 1988 — Отцы — участница чаепития
- 1990 — Мой муж — инопланетянин — Анеля Карловна, мама Люси
- 1990 — Рок-н-ролл для принцесс — Амалия
- 1990 — Ночь длинных ножей — Романова
- 1992 — Глаза — бабушка Наташи

## Озвучивание
- 1948 — Оливер Твист (Великобритания) — Нэнси, (роль Кэй Уолш)